# 沙德内
沙德内（法語：Chadenet，法語發音：[ʃadnɛ]）是法国洛泽尔省的一个市镇，属于芒德区。

## 地理
沙德内（44°31'11"N, 3°38'3"E）面积12.96 平方千米，位于法国奧克西塔尼大區洛泽尔省，该省份为法国南部内陆省份，北起上盧瓦爾省和康塔爾省，西接阿韦龙省，南至加尔省，东临阿尔代什省。
与沙德内接壤的市镇（或旧市镇、城区）包括：阿朗、拉尼埃若尔、圣埃莱娜、珀卢斯、蒙洛泽尔埃古莱。

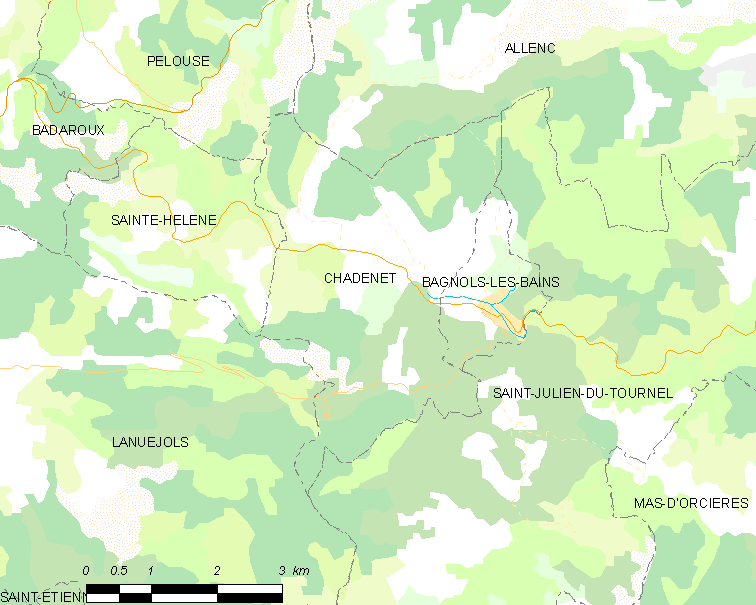
沙德内的OSM定位图

沙德内的时区为UTC+01:00、UTC+02:00（夏令时）。

## 行政
沙德内的邮政编码为48190，INSEE市镇编码为48037。

## 政治
沙德内所属的省级选区为格朗里约县。

## 人口

1962-2008年间沙德内人口变化图示

沙德内于2022年1月1日时的人口数量为122人。